# Трој Гроув (Илиноис)
Трој Гроув (енгл. Troy Grove) град је у америчкој савезној држави Илиноис.

## Демографија
По попису из 2010. године број становника је 250, што је 55 (-18,0%) становника мање него 2000. године.
| Група             | 2000.       | 2010.       |
| Белци             | 282 (92,5%) | 234 (93,6%) |
| Афроамериканци    | 0 (0,0%)    | 0 (0,0%)    |
| Азијати           | 6 (2,0%)    | 0 (0,0%)    |
| Хиспаноамериканци | 17 (5,6%)   | 12 (4,8%)   |
| Укупно            | 305         | 250         |